# Benito Martinez
Benito Martinez, född 28 juni 1971 i Albuquerque, New Mexico, USA, är en amerikansk skådespelare av guatemalansk börd. Han är mest känd i rollen som kommissarie David Aceveda i TV-serien The Shield.